# Jacques Vallet
Pour les articles homonymes, voir Vallet.
Ne doit pas être confondu avec Jacques Vallée.
Jacques Vallet, né le 16 février 1939 à Stenay (Meuse) et mort le 15 novembre 2023 à Riantec,, est un écrivain français.

## Biographie

### Famille
Jacques Vallet est le fils d’un horticulteur, Jean Vallet (1899-1979), et d’Andrée Clarac (1905-1979) originaire de la Martinique.

### Parcours
À vingt ans, il participe à la création d’une compagnie de théâtre à Avignon avec Hubert Jappelle ; expérience qu’il renouvelle à Paris avec Yann Le Bonniec.
Après quelques années dans l’enseignement, il se consacre au journalisme. Auteur de romans, nouvelles, poèmes, il est aussi critique littéraire et de théâtre. Il a écrit des ouvrages sur des peintres de sa génération, et leur a consacré de nombreux articles.
À son arrivée à Paris, dans les années 1960, il publie un premier recueil de poèmes (Les Chiens de la nuit) et participe à la revue de poésie Strophes avec Philippe Ferrand, Daniel Abadie, Daniel Templon.
En tant que journaliste, il travaille dans différents journaux, notamment Val-de-Marne Industries (1968-1984), Libération (1986-1991). Il est critique littéraire aux Inrockuptibles (1995-1998) puis, de 2012 à 2016, chroniqueur de théâtre au Canard enchaîné.
Il voyage au Moyen-Orient et au Japon.[Quand ?]
En 1977, il crée et anime la revue Le fou parle qui réunit jusqu’en 1984, au long de trente numéros, plus de six cents artistes graphiques et écrivains. Il reçoit, en 1979, le grand prix de l’humour noir pour cette revue,,. Cette revue d'art et d'humeur, éditée par André Balland,s'est voulue une "voix improbable, impolie, inattendue ,indécente, inactuelle, inquiète, insolente, interrogative, inutile..."
Pendant trois ans, il anime, avec le peintre Christian Zeimert, une émission artistique sur Radio libertaire. Il collabore également au Monde libertaire.
Il participe à la série « Le Poulpe », avec un roman, L’amour tarde à Dijon, adapté également en bande dessinée.
Avec d’autres artistes et écrivains, comme Henri Cueco, Gérard Mordillat, Jacques Jouet, Hervé Le Tellier, Lucas Fournier, Patrice Delbourg ou Jean-Bernard Pouy, il fait partie, de 1992 à 2018 de l'équipe de l’émission sur France Culture Des Papous dans la tête, fondée par Bertrand Jérôme et animée par Françoise Treussard.

## Œuvres

### Romans, poésies
- Les Chiens de la nuit, poèmes, 1964, Paris
- Voici l’hiver, poèmes, 1975, Paris
- La création de « L’Homme ». Rencontres avec Arslan, essai dialogué, 1990 (Artures)
- Du côté de « L’Homme ». Nouvelles rencontres avec Arslan, essai dialogué, 1995 (Artures)
- L’amour tarde à Dijon, 1997, Baleine (Le Poulpe n°44). Mis en BD par Nicolas Moog, 2008 (6 pieds sous terre)
- Pas touche à Desdouches, 1997 (Zulma)
- La Trace, roman, 1998 (Zulma)
- La vache folle parle, poème, 2000 (Les ateliers du Tayrac)
- Michel Parré : Peinture Injure, entretiens, 2000 (Carte Blanche)
- Une coquille dans le placard, roman, 2000 (Zulma)
- Monsieur Chrysanthème, roman, 2001 (Zulma)
- Sam suffit, roman, 2001, (Pierre de Gondol, Baleine)
- Ablibabli, roman, 2003 (Zulma)
- Les Animaux de Furetière (Terre), présentation et choix, 2003 (Zulma)
- Les Animaux de Furetière (Air et Eau), présentation et choix, 2003 (Zulma)
- L’Endormeuse, roman, avril 2007 (Le Cherche midi)

### Traductions
- Jamais et Rien, poèmes d’Elias Petropoulos, traduction avec Mary Koukoulès, 2004 (Nefeli)
- Après, poèmes d’Elias Petropoulos, traduction avec Mary Koukoulès, 2004 (Nefeli)

### Ouvrages collectifs
- Zwy Milshtein par Caroline Benzaria, interventions, 1989 (Marval)
- Daniel Vassart (1935-1989). Le Rouge et le Bleu, monographie, 1990 (Éditions du Cornilhac)
- Villefranche, ville noire, nouvelles, 1997 (Zulma)
- Alice au pluriel, nouvelles, 1998 Fleuve Noir)
- Les Romans et les Jours, 1999 (Zulma)
- Ballade de A à Z, nouvelles, 1999 (Éditions de l’Armançon)
- Les 7 Familles du polar, nouvelles, 2000 (Baleine)
- 13 nouvelles pour un autre futur, 2000 (CNT)
- Noir comme Eros, nouvelles, 2000 (La Bartavelle noire)
- L’Agenda du Polar, nouvelles, 2001 (Éditions Stylus)
- Ne pas ouvrir avant l’arrêt du train, nouvelles, 2001 (Ligne noire)
- Des Papous dans la tête, Les Décraqués, l’anthologie, 2004 (Gallimard)
- Le Geste et la parole des métiers d’art, 2004 (Le cherche midi)
- Et pourtant ils existent, Le Monde libertaire a 50 ans, 2004 (Le cherche midi)
- Topor, l’homme élégant, 2004 (Humoir)
- Topor traits de Daniel Colagrossi, 2007 (Scali)
- Le Dictionnaire des Papous dans la tête, 2007 (Gallimard)
- Anita Huyghe, Les petites filles rebelles, entretien, 2009 (Jean Hurlot)
- François Tosquelles et la décence ordinaire, journée de rencontre, 2013 (Institutions)
- 36 facéties pour des Papous dans la tête, 2014 (Carnets nord)